# بات شورت
بات شورت (بالإنجليزية: Pat Shortt)‏ هو ممثل أيرلندي، ولد في 12 ديسمبر 1966 بمقاطعة تيبيراري في جمهورية أيرلندا.

## أعمال

### أفلام
- (2014) أغنية من البحر[5][6]

## وصلات خارجية
- بات شورت على موقع IMDb (الإنجليزية)
- بات شورت على موقع ألو سيني (الفرنسية)
- بات شورت على موقع أول موفي (الإنجليزية)
- بات شورت على موقع قاعدة بيانات برودواي على الإنترنت (الإنجليزية)
- بات شورت على موقع قاعدة بيانات الأفلام السويدية (السويدية)
- بات شورت على موقع قاعدة بيانات الفيلم (الإنجليزية)
- بات شورت على موقع كينوبويسك (الروسية)